# 117240 Житомир
117240 Жито́мир (2004 SX19) — астероїд головного поясу, відкритий 19 вересня 2004 в Андрушівці, Житомирська область, Україна. Названо на честь місця народження Сергія Корольова до його сотої річниці.
Тіссеранів параметр астероїда щодо Юпітера — 3,349.